# Patxi Zubizarreta
Patxi Zubizarreta Dorronsoro, né le 25 janvier 1964 à Ordizia, est un écrivain spécialisé dans les livres pour enfants et un traducteur basque espagnol de langue basque.
il reçoit le prix Euskadi dans la catégorie « Littérature pour enfants » en 1998 pour son livre Gizon izandako mutila et en 2006 avec Pantaleon badoa.

## Œuvres
Textes narratifs
- Troiako zaldia, 2003, Arabako Foru Aldundia ;
- Pospolo kaxa bat bezala, 2005, Pamiela.

Nouvelles
- Jesus, Marie ta Joxe, 1989, Erein ;
- Gabrielle, 1991, Erein ;
- Jeans-ak hozkailuan, 2000, Alberdania ;
- Barrikadak, 2003, Alberdania :
- Joan, 2010, Txalaparta.

Littérature pour enfants
- Ametsetako mutila, 1991, Elkar ;
- Gutun harrigarri bat, 1992, Elkar ;
- Marias ploff-en erabakiak, 1992, Elkar ;
- Emakume sugearen misterioa (1993, Alberdania ;
- Jentzi, 1993, Erein ;
- Ipuinkaria, 1994, Pamiela ;
- Marigorringoak hegan, 1994, Edebe-Giltza ;
- 1948ko uda, 1994, SM ;
- Eztia eta ozpina (1995, Alberdania)
- Biolin bat Maribeltxarentzat, 1995, Edebe-Giltza ;
- Enara, zer berri?, 1996, Alberdania ;
- Mustloa naaaiz..., 1996, SM ;
- Ilargia ditarean, 1996, Elkar ;
- Gizon izandako mutila, 1996, Pamiela ;
- Sekretuen liburua, 1997, Alberdania ;
- Midasen eraztuna, 1998, Erein ;
- Ostiraletako opila, 1998, Elkar ;
- Joanaren erregin aulkia, 1998, Aizkorri ;
- Atlas sentimentala, 1998, Alberdania ;
- Usoa, hegan etorritako neskatoa, 1999, Erein ;
- Elur beltza, 1999, Erein ;
- Bakarrik eta Buztangabe, 2000, Baigorri ;
- TitaNick, 2000, Eusko Jaurlaritza ;
- Magalik badaki, 2000, Anaya-Haritza ;
- Musuka, 2001, SM ;
- Sorgina eta emakume ederra, 2001, Erein, avec Joxe Arratibel ;
- Etsai zaharra eta mendiko lehoia, 2001, Erein, avec Joxe Arratibel ;
- Txomin ipurdi, 2001, Erein, avec Joxe Arratibel ;
- Marraztuidazu gutun bat, 2001, Desclee de Brouwer ;
- Paularen zazpi gauak, 2002, Edebe-Giltza, avec Juan Kruz Igerabider ;
- Usoa. Lehen kanpamendua, 2002, Erein ;
- Usoa. Zelatan, 2002, Erein ;
- Zazpigarrena eta azkena, 2005, Elkar.

Traductions
- Ali Baba eta berrogei lapurrak, 1993, Pamiela ;
- Mila gau eta bat gehiago, 2002, Erein ;
- Mila eta bat gauen gauak, 2006, Txalaparta. Auteur traduit: Naguib Mahfouz ;
- Ibrahim jauna eta Koranaren loreak (2006, Erein). Auteur traduit: Éric-Emmanuel Schmitt et titre original : Monsieur Ibrahim et les Fleurs du Coran ;
- Mirarien kalezuloa (2006, Alberdania-Elkar). Auteur traduit: Naguib Mahfouz ;
- Salbazioko armada (2007, Alberdania). Auteur traduit: Abdellah Taïa ;
- Erregearen eguna (2011, Alberdania). Auteur traduit: Abdellah Taïa.

Livre-disque
- Urrezko giltza, 2005, Erein.

Théâtre
- Mundua lo dagoen bitartean, 2008 ;

## Prix et distinctions
- 1998 : prix Euskadi dans la catégorie « Littérature pour enfants » pour Gizon izandako mutila
- 2006 : prix Euskadi dans la catégorie « Littérature pour enfants » pour Pantaleon badoa.
- 2020 : (international) « Honour List »[1] de l' IBBY pour Korri, Kuru, korri!
- 2023 : Prix national de littérature d'enfance et de jeunesse